# Nihilist Blues
Singles par Bring Me the Horizon
Mother Tongue (en)
(2019) Sugar Honey Ice & Tea
(2019)
Singles par Grimes
We Appreciate Power (en)
(2018) Pretty Dark
(2019)
Pistes de Amo
MANTRA in the dark
Nihilist Blues est une chanson du groupe anglais Bring Me the Horizon en featuring avec Grimes.

## Classements
| Classement (2019)                     | Meilleure position |
| ------------------------------------- | ------------------ |
| Nouvelle-Zélande (Hot Singles)        | 29                 |
| Royaume-Uni (UK Singles Chart)        | 77                 |
| Royaume-Uni (UK Rock & Metal Singles) | 5                  |